# Тродена-нель-парко-натурале
Троде́на-нель-па́рко-натура́ле (итал. Trodena nel parco naturale, ладинск. Truden / Truden tl parch naturel), также Тро́ден-им-На́турпарк (нем. Truden im Naturpark) — коммуна в Италии, располагается в регионе Трентино — Альто-Адидже, в провинции Больцано.
Население составляет 963 человека (2008 г.), плотность населения составляет 48 чел./км². Занимает площадь 20 км². Почтовый индекс — 39040. Телефонный код — 0471.
Покровителем коммуны почитается священномученик Власий Севастийский, празднование 3 февраля.

## Демография
Динамика населения: